# Vampiro (Marvel Comics)
Los Vampiros (Homines nocturnae) son personajes ficticios que aparecen en los cómics estadounidenses publicados por Marvel Comics. Marvel ha representado el concepto del Vampiro en diversos grados de importancia. Con un gran parecido con sus contrapartes literarias, los vampiros de Marvel son en su mayoría una subespecie de humanos no muertos que mantienen su inmortalidad y poder paranormal bebiendo la sangre de los vivos. A diferencia de la mayoría de las otras representaciones de la criatura, estos vampiros tienen sus raíces tanto en lo sobrenatural como en la biología. Las víctimas se convierten en vampirismo a través de enzimas transportadas en la saliva del vampiro que causan la reanimación una vez que se introducen en el torrente sanguíneo durante la alimentación.

## Historia
La primera generación de vampiros apareció en la legendaria ciudad de Atlantis aproximadamente quince mil años antes de los tiempos modernos. Un círculo de hechiceros atlantes descubrió un libro conocido como Darkhold: un grimorio indestructible de magias oscuras escrito por el dios anciano Chthon. En medio de una guerra, estos hechiceros utilizaron un ritual de resurrección descrito en el texto para criar a sus enemigos caídos con la esperanza de crear una legión de soldados inaccesibles. Sin embargo, debido a la influencia oscura de Chthon, estos muertos vivientes eran demasiado poderosos para sus amos potenciales. En un acto de rebelión, los vampiros mataron a todos los hechiceros con la excepción de uno: el sacerdote Varnae, el primer vampiro que usó el hechizo para salvarse de la muerte. Con la Atlántida hundiéndose debajo del mar, Varnae y su familia huyeron del continente y se extendieron al mundo. 
Como el más grande y mágicamente dotado de su especie, Varnae reinó como el señor indiscutido de los vampiros durante muchos milenios hasta finalmente ceder el título a Vlad III Drácula, un voivoda del siglo XV de Valaquia y un señor de la guerra conocido por el seudónimo de Vlad el Empalador. Llevando el título hasta bien entrado el siglo XXI, no fue hasta que el Doctor Strange, el Hechicero Supremo de la Tierra, descubrió un ritual dentro de Darkhold que esencialmente podía revertir la magia del hechizo de resurrección original y exiliar a todos los vampiros en el reino de Chthon. Aunque el ritual pareció funcionar, con una gran parte de la población no-muerta siendo purgada, algo salió mal en la invocación misma. Mientras que la raza de los vampiros casi se extinguió, algunos, incluido el mismo Drácula, sobrevivieron y continúan propagando sus crías.

## Características
Un vampiro es un ser humano que ha muerto pero ha sido resucitado mediante medios sobrenaturales específicos y que posee una variedad de poderes sobrenaturales y determinadas limitaciones, la más notable el tener que ingerir sangre fresca para continuar su existencia. Los vampiros han sido habitualmente clasificados como no muertos a lo largo de los siglos dado que, incluso cuando están activos, no están verdaderamente vivos en el mismo sentido que los seres humanos. Técnicamente pueden considerarse como no muertos.

### Sustento y Transformación
Los vampiros necesitan sangre fresca de seres vivos, preferiblemente humanos, para mantener su existencia física. Normalmente la obtienen mordiendo a su víctima y absorbiendo su sangre. El mordisco de un vampiro transmite una enzima sin identificar específica de la saliva de este, que pasa a la sangre de la víctima tras el ataque. Si un vampiro bebe suficiente sangre como para provocar la muerte de la víctima esta enzima desencadena un cambio metabólico en el cuerpo del muerto que comienza con la producción de un líquido verde llamado icor que se acumula en el ahora vacío aparato circulatorio. 
Pasados unos tres días, hay suficiente de este líquido en el cuerpo de la víctima como para que este comience a circular por las venas de la misma manera que lo hizo la sangre antes. La víctima regresa entonces de la muerte como vampiro, con todas las capacidades básicas de un humano normal, con la excepción de tener hijos, además de cierto número de habilidades sobrehumanas. Sin embargo, si la víctima conserva suficiente sangre como para sobrevivir al ataque, empezará a mostrar signos de anemia debido a la presencia de la enzima en su torrente sanguíneo. La víctima no morirá por esta circunstancia pero hasta que el individuo se vea transformado en vampiro (un proceso que puede llevar incluso meses) se encontrará extremadamente débil y será muy susceptible a sugestiones hipnóticas, dadas de manera oral o a través de contacto mental a larga distancia del vampiro responsable del ataque. Existe también otra posibilidad, la de que el recién transformado vampiro desarrolle una atracción sexual hacia el vampiro responsable de su transformación. 
Es por eso que no se crea un nuevo vampiro a menos que el vampiro atacante así lo desee o pierda el control e inyecte demasiada enzima.

### Fuerza física
La mayor parte de los vampiros tienen una fuerza sobrehumana entre 10 y 20 veces mayor a la que poseían siendo mortales. La inmensa mayoría de vampiros conocidos o de los que se tiene constancia son capaces de levantar desde 500 kg hasta casi 2000 kg, con las únicas excepciones del Conde Drácula y su predecesor Varnae, conocidos por ser capaces de levantar más de 4 y 7 toneladas respectivamente gracias a su posición excepcional como soberanos de la raza vampírica en la Tierra.

### Fuerza de voluntad
El alcance absoluto de las habilidades de un vampiro depende del poder de su fuerza de voluntad. Vampiros excepcionales con voluntades poderosas, como Drácula o Varnae, eran capaces de invocar y controlar tormentas, aunque la concentración mística requerida para hacerlo los dejaba extremadamente débiles durante un cierto período. La fuerza de voluntad del vampiro puede establecer también su capacidad para controlar la sed de sangre y mantener la misma personalidad que tenían cuando estaban vivos. No obstante, la mayoría de los que se transformaban en vampiro descubrían con rapidez la dificultad para resistir la acuciante necesidad de sangre y degeneraban velozmente en crueles y salvajes cazadores de humanos, incluso si estos nuevos vampiros habían sido personas amables y sensibles durante sus vida mortal.

### Invocaciones y transformaciones
Los vampiros pueden invocar y controlar ciertos animales como murciélagos, lobos y ratas. También pueden transformarse en murciélagos y algunos incluso pueden llegar a transformarse en lobos, conservando su inteligencia humana. Algunos vampiros pueden llegar a transformarse incluso en murciélagos de tamaño humano o convertirse en niebla a placer manteniendo su consciencia.

### Hipnosis
Un vampiro puede hacer que la mayoría de los humanos sean sus esclavos temporalmente si lo miran lo suficiente a los ojos, lo que suele ser cuestión de unos pocos segundos. La cantidad exacta de tiempo requerida para hipnotizar a su objetivo depende de la fuerza de voluntad tanto del vampiro como de la víctima.

### Factor curativo e inmortalidad
Los vampiros son inmunes a las enfermedades y al paso del tiempo. Sin embargo, si un vampiro no bebe sangre en un largo período de tiempo puede empezar a mostrar signos de envejecimiento como pueden ser la aparición de canas. Tras beber sangre fresca su edad volverá a ser la que tenía en el momento de su muerte. 
Los vampiros son capaces de curarse de heridas menores en cortos periodos de tiempo la mayoría de las veces. Algunos de ellos, como el Conde Drácula, pueden recuperarse de quemaduras graves o huesos rotos en el plazo de unas pocas horas, mientras que la mayoría de los demás vampiros necesitarían días para curarse de las mismas lesiones. Los órganos perdidos o partes separadas del cuerpo presentan mayores problemas y no pueden sanar semejantes daños a excepción del pelo o la piel. Aparte de representar molestias habituales, heridas como esas no dañan gravemente la eficacia del vampiro. Debido a que el icor que cumple la función de sangre es similar a esta, los venenos y otras sustancias tóxicas que circulen por su torrente sanguíneo perjudicarían a un vampiro, pero ninguna dosis sería lo bastante grande para provocar su muerte.

## Debilidades y limitaciones de los vampiros

### Debilidades vampíricas
Los vampiros tienen muchas limitaciones impuestas desde el momento de su misma creación por sus características sobrenaturales .

### Destrucción
Las únicas sustancias que pueden causar dolor a un vampiro son la plata y, en menor medida a menos que penetre su corazón, la madera. La manera más fiable de matar a un vampiro es atravesar su corazón con una estaca de madera o con una bala de plata pues eso impide que el corazón siga bombeando icor al resto del cuerpo. Sin embargo, si se extrae la estaca o la bala, incluso aunque el cuerpo del vampiro hubiese quedado reducido a polvo, su vitalidad mística regeneraría su cuerpo hasta el estado que tuviera antes de que el vampiro fuese asesinado y lo devolvería a su "vida" vampírica. Decapitar a un vampiro también provoca su muerte además de provocar graves daños a la mayor parte de su cuerpo. Sin embargo, solo existen tres métodos definitivos para destruir a un vampiro para siempre. Uno es exponerlo a la luz solar directa y luego esparcir sus cenizas. Otra es agujerear su corazón con plata o madera, seccionar su cabeza y quemar esta y el cuerpo en lugares separados y esparcir los dos montones resultantes de ceniza en lugares separados. La tercera es hacerlo con magia, específicamente al usar el encantamiento conocido como la Fórmula Montesi (por el monje que reconoció su importancia por primera vez). Montesi creó el encantamiento mediante el estudio de fragmentos copiados del Darkhold pero se perdió entre muchos otros documentos copiados a lo largo de los siglos por monjes anónimos. Las investigaciones de varios cazadores de vampiros durante las últimas décadas desveló su importancia y tanto los cazadores como Drácula se lanzaron en su búsqueda, este último con el objetivo de destruir todas las copias existentes. Aparentemente, el encantamiento anulaba la maldición mística que permitía existir a cualquier vampiro dentro del alcance de las palabras pronunciadas, provocando su desintegración en forma de polvo. El riesgo residía en que, dado que la Fórmula Montesi fue creada a partir de magia negra teórica del Darkhold, su uso por parte de personas sin formación (en las artes místicas) provocaba que aquel que lo recitase perdiera su alma.
En un momento, un culto que adoraba a los Dioses Demonios mayores aparentemente se fijó en Drácula como receptor de su poder. Drácula les dio los fragmentos del Darkhold que había descubierto; los cultistas (que eran místicos de bajo nivel) repetidamente relanzaron los hechizos originales que crearon los primeros vampiros. Esto aumentó considerablemente los poderes de Drácula y perdió su vulnerabilidad a la luz del sol y otros. Drácula pudo tomar el control total de sus mentes (así como de cualquier otra persona en el mundo a la que Drácula hubiera hipnotizado en el pasado, a voluntad).
Doctor Strange (quien en ese momento estaba en una gran batalla con Drácula) conocía la Fórmula Montesi. Rastreó el Darkhold y, utilizando el material original para estudiar los hechizos que crearon a los vampiros, el Doctor Strange creó una versión masiva de la Fórmula Montesi (respaldada por su poder como Hechicero Supremo) para acabar con todos los vampiros en el Universo Marvel.
Como se muestra en la serie Runaways, apostar a un vampiro no siempre es completamente efectivo. Nico Minoru dispara el Bastón de Uno completamente a través del Vampiro Topher sin daño permanente. Sin embargo, Topher fue derrotado cuando bebió la sangre de Karolina Dean, que contiene pura energía solar (Karolina es una Majesdanian, una raza alienígena que vive dentro de una estrella).

## Pseudo-vampiros
Los pseudo-vampiros son vampiros que no fueron creados con la magia de Darkhold, estos vampiros se originaron a través de diferentes medios como la ciencia, mutaciones o magia diferente a la de Darkhold; Por lo general, poseen muchas cualidades vampíricas, incluida la apariencia y muchas habilidades sobrehumanas similares, pero no tienen ninguna de las vulnerabilidades. Algunos de estos vampiros son: Blade y Michael Morbius, que tiene todos sus poderes, pero ninguno de sus puntos débiles; Nina Price que es humana durante el día, vampiro durante la noche y un hombre lobo durante la luna llena; entre otros.

## Sectas Vampiro
En 2010, Marvel introdujo la idea de las Sectas vampíricas como parte de una "renovación" general de los Vampiros en el Universo Marvel, como se ve en La maldición de los mutantes. Las sectas son diversas ya que las religiones humanas y los vampiros de diferentes sectas pueden tener diferentes características de habilidades. Las sectas mostradas hasta ahora en la Muerte de Drácula de un solo golpe son:
- Secta Anacoreta (marginados rurales que prefieren esconderse de la humanidad y vivir en paz alimentándose de la sangre de sus animales de granja)[3]
- Secta Atlante (vampiros acuáticos, similares al monstruo de La mujer y el Monstruo (Creature of the Black Lagoon))[3]
- Secta Guerreros de Krieger (guerreros al estilo de Europa Occidental, probablemente prusianos; una de las sectas más fuertes)[3]
- Secta Garra (guerreros al estilo de Oriente Medio; rivales de los Krieger)[3]
- Secta Charniputra (semejantes a gárgolas, subespecies de vampiro que se observan sobre todo volando en el Himalaya. Charniputra también tiene una piel dura que es difícil de dañar sin las debilidades)[3]
- Secta Mystikos (empresarios; habilidades tecnológicas)[3]
- Secta Purasangre (nacidos vampiros)[3]
- Secta Jumlin (raza de vampiros que están asociados con la tradición de los nativos americanos y supuestamente son los primeros vampiros en la Tierra)[4]
- Secta Tryke (poderosa raza parásita que prefiere la sangre de otros vampiros)[5]
- Secta Nosferatu (parecidos al Conde Orlok; su necesidad de sangre potente los conduce a atacar a veces a otros vampiros)[3]
- Secta Moksha (videntes que consiguen sus poderes alimentándose lo menos posible)[3]
- Secta Sirena (todas son vampiresas con poderes de seducción)[3]
- Secta Huskie (vampiros que son revividos como criaturas sin sentido, animales. Solo siguen su instinto de base y se alimentan de pequeños animales. La Secta Huskie no descansará hasta que hayan completado una tarea de su vida humana)[6]

Algunas sectas no aparecen en este número. Entre estas se incluyen:
- Secta Adze (vampiros africanos capaces de sobrevivir durante diez minutos los métodos habitualmente instantáneos para destruir a un vampiro)
- Secta Antigua (vampiros italianos con mayor velocidad y capacidad de curación que el resto)
- Mortuus Invitus (secta de vampiros que se oponen a otros vampiros. Ayudaron a los Cazadores de Vampiros de Noah van Helsing contra Drácula)[7]
- Los Perdonados (Fundada por Raizo Kodo, esta legión está compuesta por vampiros que intentan mantener su humanidad y convivir con los humanos, bebiendo sangre de animales en lugar de sangre humana. Los miembros de este grupo incluyen el ex X-Man Júbilo).
- Yiki Onna (vampiros japoneses capaces de transformarse en tormenta de hielo en lugar de niebla, a diferencia del resto de los vampiros)

## Vampiros conocidos
Los siguientes vampiros están listados en orden alfabético:
- Adze[8]- Guyana, aldea asaltada de Benjamin Alomii; masacraron a la mitad de ellos; y convirtió el resto del pueblo en vampiros; destruido por Ben Alomii.
- Jamal Afari[9] - Levantado por Blade después de Madame Vanity desde la edad de nueve años hasta la edad adulta; más tarde se transformó en vampiro por Drácula; destruido por Blade.[10] luego revivió en la era moderna y se alió con Drácula; brevemente vampiro Spider-Man; destruido por Blade de nuevo.[11]
- Katherine Ainsley-Jones
- Akivashas[12] - Era de Hyborian Estigia vampiros.
- Tara Algren[13] - reportera del Mightnight Sun que fue asesinada y vampirizada por Drácula mientras investigaba un culto; más tarde atrajo a su novia Bethany Flynn a los colmillos de Drácula también.[13]
- Benjamin Solomon Alomii[8]- Miembro de Cazadores de Vampiros de Noah van Helsing; comenzó a cazar vampiros Adze de Guyana después de que su esposa infectada devoró a sus hijos y la mitad de su aldea; eventualmente transformado en vampiro por el Adze; destruido por Blade.[14]
- Anita Alomii[8]- La esposa infectada de Ben Alomii; devoró a sus hijos y la mitad de su pueblo después de ser transformado por Adze; destruido por Ben.
- Alonzo[15] - c. 1926; exagente de Nick Diablo; engendrado por Drácula.
- Amenhotep[16] - cinco mil años de edad; forzosamente convertido por Rama-Tut en una guardia de tumba vampírica; batallado contra Espadachín original; murió cuando se expone accidentalmente a la luz del sol.
- Emily Arthurs[17] - maestra de escuela que fue dinamizada por Drácula.
- Ezra Asher[18] - exesposa del detective Antonio Vargus; antiguo aliado de San Ciro Levítico.
- Bebé[19]
- Barón Sangre (John Falsworth)[20] -  c. Segunda Guerra Mundial; miembro de Super-Axis y la Legión de los No-Vivos; hermano de Union Jack (Montgomery Falsworth); tío de Spitfire (Jacqueline Critchton); tío abuelo del Barón Sangre (Ken Crichton); transformado por Drácula; mutado por cirugía de científicos nazis; decapitado en los tiempos modernos por el Capitán América.[21]
- Barón Sangre (Kenneth Critchton)[22] - hijo de Spitfire (Jacqueline Falsworth Crichton); sobrino de Union Jack (Brian Falsworth); nieto de Montgomery Falsworth; sobrino nieto de Barón Sangre (John Falsworth); transformado en vampiro por la Baronesa Sangre; destruido por la luz solar.[23]
- Baronesa Sangre (Lily Cromwell)[24] - miembro de Axis Mundi; hija del Dr. Jacob Cromwell que fue asesinado y reemplazado por Barón Sangre (Falsworth); culto dirigido a encontrar el Santo Grial; transformó a Kenneth Crichton en Barón Sangre; impregnado por él; inmunidad a la luz solar bebiendo del Grial; traicionó el culto y la sangre del Barón, causando que fueran consumidos por la luz del sol.
- Eddie Baxter
- Martin Beatering
- Louis Belski[25] -  exactor de Mallet Studios; transformado por Drácula; destruido por Hombre Lobo (Jack Russell).[26]
- Bettina
- Bitsy[27] - aliado de Federico Valencia; destruido por Blade.[28]
- Black Baron (Rupert Kemp)[29] - Un híbrido vampiro / hombre lobo. Él es el séptimo barón Darkmoor. Él secuestró a Courtney Ross e intentó convertirla en su compañera. Fue asesinado cuando fue apuñalado en el corazón con una estaca de plata.[30]
- Blade (Eric Brooks)[31] - exmiembro de los Nightstalkers y los Comandos Aulladores de S.H.I.E.L.D., hijo de Lucas Cross; madre asesinada por Deacon Frost durante el parto; entrenado por Jamal Afari; transformado en pseudo-vampiro por mordedura de Morbius.
- Blade Doppelgänger[32] - supuestamente creado por Deacon Frost al mismo tiempo que Blade nació; atacó y absorbió a Blade en sí mismo; clavado en el corazón por Drácula; brevemente revivido y rápidamente destruido por Hannibal King para permitirle al Hijo de Satanás separar a Blade de él.[33]
- Bloodstorm (Drácula)[34] - clon de Drácula.
- Jack Bolt
- Bonham[35] - líder de un grupo subterráneo de vampiros insectoides.
- Padre Bordia[25]- c. 1459; sostuvo los rollos de Darkhold; estacado por Drácula.[25]
- Lucas Brand[36] - venció a Drácula cuando estaba debilitado; más tarde fue convertido en vampiro por Drácula; mataron a Faust; más tarde fue entrenado por el Dr. Sun para derrotar a Drácula y convertirse en señor de los vampiros; incinerado por el Dr. Sun.[36]
- Odette Byelai[37] - una bailarina que inicialmente sufrió una transformación de pájaro; se impuso a sí misma cuando disminuyeron sus habilidades de baile y después de que Drácula la obligó a convertirse en una mujer murciélago.[37]
- Carmen[38] - una gitana que vivía en c. el siglo XIX; se hizo amiga del Monstruo de Frankenstein antes de ser atacada por Drácula, y eventualmente destruida por el Monstruo.[38]
- Rosella Carson[39] -c. el siglo XVI; transformado por Drácula; Salomon Kane fue enviada a rescatarla, pero la destruyó cuando descubrió que ella era un vampiro.[39]
- Dalton Cartwright[40]
- Charel[35]- Miembro de un grupo subterráneo de vampiros insectoides.
- Francois Chicault[41] - miembro del Assassin's Guild; decapitado por Blade.[41]
- Niños de la Eternidad[42] - Legión de vampiros atrapados a su edad cuando eran niños cuando fueron convertidos en vampiros; asesinados por Blade.[42]
- Hijos de Judas[39]- Coven vampiro del siglo XIX y sirvientes de Drácula; transformada Elisabeth van Helsing.
- Roberta Christiansen[15]-  expiloto de la CIA; transformado por Drácula; lo resistió hasta el punto de su propia destrucción.
- Christina[43] - también conocida como Hermana Christina; empleado en el burdel de Madame Angela; transformó a Leroy Hayes; destruido por Conrad Jeavons.
- John Crichton[44] - hijo de Kenneth Crichton y la baronesa Blood; sufre de un trastorno sanguíneo.
- Lucas Cross[45] - exmiembro de la NSA y Orden de Tyrana; padre de Blade; transformado en vampiro en Latveria para sobrevivir a una enfermedad terminal; buscó la profecía para restaurar su alma.
- Tara Cross[46] - Madre de Blade; atacada y asesinada por Deacon Frost mientras estaba embarazada de su hijo; revivida por Drácula.
- Marianne Cutlass[47] - nacida c. 1873; su padre era un pirata que Drácula transformó en un vampiro y luego fue destruido por él; su esposo fue transformado por Drácula quien a su vez la transformó en vampiro; suplicó a Drácula que la matara después de que Blade matara a su esposo, lo cual hizo.[47]
- Arturo de la Corte[48]
- Marcos de la Triana
- Marianne de la Triana
- Barón Emile de Sevigny
- Don Santiago de Valdez
- Nick Diablo[15]- c. 1926; gánster en Roma; intentaron asestar un golpe a Drácula, pero sus aliados se convirtieron en vampiros y lo atacaron.
- Diana[49] - niña vampira; planeada para revivir a las diez personas más malvadas que alguna vez pisaron Nueva Orleans; secuestraron a Rikki Eco e Ize, mataron accidentalmente a Ize; colocado espíritu del General Butler en Rikki.
- Donsah
- Dina Dracko
- Draconis[50] - transformado cuando era un sacerdote devoto; se convirtió en un vampiro excepcionalmente poderoso; aumentó su propio poder alimentándose de otro vampiro; se entrenó para destruir a Blade, pero se debilitó después de que Blade consumió su sangre que luego lo decapitó;[51] reanimado cuando Blade inconscientemente cumplió una profecía.[11]
- Drácula (Vlad Tepes Dracul)[52] - señor de los vampiros; padre de Lilith, Vlad y Janus (Golden Angel); antepasado de Frank Drake; transformado en vampiro por Lianda; destruido por la fórmula de Montesi; revivido.
- Sir Harry Everett
- Fatboy[53]
- Jason Faust[54] - viejo enemigo de Quincy Harker; anteriormente empleado Lucas Brand; asesinado por Brand luego de ser convertido en vampiro por Drácula.[55]
- Dominic Ferrara[56]
- Elliot Flanders[57] - miembro de Huskie; quería decirle a su hijo que lo amaba, después de lo cual fue destruido por Blade.[57]
- Bethany Flynn[58] - novia de Tara Algren; transformada por Drácula después de ser atraído a sus brazos por Tara.
- Freak[59] - agente de Silvereye; apuñalado por Blade cuando se rebeló contra su control.
- Angela Freeman[60] - vieja amiga de Misty Knight; destruida.[56]
- Tom Freeman[56]
- Deacon Frost[61] - Señor Vampiro y excientífico alemán c. 1863; inadvertidamente inyectado con suero propio cuando es atacado por el esposo de un sujeto de prueba; responsable de la creación de Blade y Hannibal King.
- Jean Garver[15]- exesposa del oficial de NYPD, Lou Garver; transformado por Drácula; destruido por Lou.
- Giuseppe[15]- c. 1926; exagente de Nick Diablo; transformado por Drácula.
- Gladys[36]
- Tabitha Glance[62] - Destruida
- Gloria[63] - miembro de Bloodshadows; examante de Blade; destruida[64]
- Gordski[65] - facultado por Puishannt
- Grausum[66] - Alemán; ex sirviente de Barón Sangre, posiblemente destruido por Jim Hammond[67]
- Groza[14] - miembro de Mortus Invitus; dirigió al grupo que asistía a los Cazadores de Vampiros de Noah van Helsing contra los Adze; consumido por los espíritus desatados contra Drácula por Aamshed.
- Rudolph Hagstrom
- Corker Haller[36]
- Edith Harker[68] - hija de Quincy y Elizabeth Harker; secuestrada y transformada en vampiro por Drácula; destruida por Quincy.[69]
- Dr. Samuel Harkins[70] - líder de la Hermandad de Judas.
- Harold H. Harold[71] - aliado de los Cazadores de Vampiros de Quincy Harker, y escritor de "True Vampire Stories"; encontró y cuidó a Drácula cuando estaba débil; finalmente transformado en vampiro por Drácula; destruido por la fórmula de Montesi[72]
- Héctor[8]
- Vaca Infernal (Bessie)[73] - Una vaca vampírica; encontrada y destruida por Howard el pato.
- Sra. Hilmerson[62]- destruida
- Hrolf[53]- líder de un aquelarre que luchó contra Blade.
- Kuai Hua[74] - ex sirviente de Drácula; le quitó la estaca a Drácula después de que fue destruido por los Cazadores de Vampiros de Blade.
- Huskies[57]- una variante de los vampiros; revivir como criaturas virtualmente sin sentido tratando de realizar una última tarea de la vida real antes de ser destruido.
- Jeanie
- Jeannie[75]
- Melissa Jenkins
- Júbilo - Una mutante sin poder y miembro de los X-Men; originalmente infectada con un virus de bioingeniería por un suicida vampiro[76] y poco después Xarus, hijo de Drácula, lo convirtió en un vampiro completo.[77]
- Juito
- Jule[78]
- Julie[78]
- Julka[79] - c. siglo XVI; hija de un pastor de Transilvania; transformada por Drácula, destruida por Solomon Kane.
- Karla[80]
- Stefan Kero
- Khiron (Victor Strange)[81] - hermano del Dr. Strange; también conocido como Barón Sangre.
- Renne Kimbrell[82] -  destruido por Blade
- Hannibal King[83] - investigador privado; creado por Deacon Frost en finales de la década de 1940; exmiembro de Nightstalkers, Hijos de la Medianoche e Investigaciones Borderline
- Kraska
- Hauptmann Rudoplh Kriss[84] - c. 1944; un nazi que estaba poseído por Drácula.
- Conde Kronin
- Kruzak
- Kuyuk[85] - un grupo de vampiros Charniputra que fueron consumidos por Drácula después de que sus legiones no pudieron detener a los Cazadores de Vampiros de Noah van Helsing
- Lala[39] - c. 1459; un secuaz de Nimrod el Primero que intentó seducir a Drácula.
- Lamia[63]- ex sacerdotisa de Varane en la antigua Atlántida; en el siglo XX ella masacró a las sombras de sangre y convirtió a Gloria en un vampiro.
- Thomas Lawson[9] - un exagente de policía; miembro de la Legión de los Malditos.
- Legión de los Malditos[86] - fundada en 1862; un grupo de noventa y nueve soldados confederados esclavizados por Drácula que fueron utilizados para salvar a un grupo de soldados confederados que contenía la familia de Annabelle St. John, solo 13 sobrevivieron; el segundo grupo conocido estaba basado en Londres;[87] también agentes de Drácula; mató a Madame Vanity y todo el burdel donde trabajaba la madre de Blade.
- Lenore[88] - anteriormente mantenida prisionera en forma de niebla dentro de una botella en el Castillo de Dracula; más tarde lanzado por Drácula y enviado después de Rachel van Helsing y Frank Drake; destruido cuando Drácula la detuvo frente a una lanza para salvar su propia vida.[89]
- Ursula Lensky[78] - obsesionada con Drácula; transformada por Drácula y enviada a matar a Rizzoli; destruida por la policía dirigida por Lou Garver
- Anton Levka[25] - en 1459; brevemente se hizo cargo del Castillo de Drácula después de la captura de Drácula por parte de Turac; más tarde destruido por Drácula.
- Lianda[90] - dio poder a Drácula. Destruido.
- Lilith[91] - miembro de los Comandos Aulladores de S.H.I.E.L.D.; hija de Drácula a su primera esposa Zofia; transformada por una gitana Gretchen en un vampiro inusual; una vez asesinado por Quincy Harker después de que Drácula asesinara a su esposa; busca la destrucción de Drácula.
- Madame Angela[43]- era propietaria de un burdel c. 1930; incinerada por exposición a la luz solar.
- Maracen
- Marguerita[92] - abuela de Carmen; engañó al Monstruo de Frankenstein para que liberara a Drácula; destruida por eso.
- Marissa[93]
- Mary[94] -  una chica estadounidense que fue transformada por Drácula en París; se destruyó a sí misma cuando la dejó.
- Millie Pat Mason
- Ken Mitchell
- Beatrice Montague[95] - de Nueva Orleans; hermana de Victor; destruida por Monica Rambeau[96]
- Victor Montague[95]- de Nueva Orleans; hermano de Beatrice; destruido por Monica Rambeau[96]
- Luisa Morelli[15]- c. 1926; exnovia de Nick Diablo; transformada por Drácula
- Dr. Michael Morbius[97] - exmiembro de los Hijos de la Medianoche, los Nueve y la Legión de Monstruos; se inyectó uno mismo con un suero de murciélagos mutado que lo transformó en una criatura parecida a un vampiro; curado cuando es alcanzado por un rayo mientras consume la sangre de Spider-Man; transformado de nuevo en un vampiro viviente por Marie Laveau; más mutado por HYDRA.
- Morophla[98] - de la era de Hyborian; uno de los vampiros originales creados en Atlantis; asesinado por Conan y Red Sonja.
- Dr. Heinrich Mortte
- Navarro[99] - indio sudamericano que intentó liberar un virus biológico; se encontró con Hannibal King y quedó atrapado en la explosión
- Laurie Neal[100] - madre de Angélica y esposa de Frank; mordida luego destruida por Drácula
- Night Terror (Carl Blake)[101] - exagente encubierto y mercenario; transformado en vampiro por Steppin 'Razor; sirvió como anfitrión de Varnae; destruido[102]
- Emil Nikos[97] - amigo y compañero de trabajo de Morbius; asesinado por él después de su transformación
- Nimrod[39]- también conocido como Nimrod the First; Señor pseudo-vampiro; enviado por Varnae para desafiar a Drácula; destruido por Drácula
- Adri Nital[103] - hijo de Taj; transformado por Drácula cuando era un niño pequeño y mantenido atado a una cama en estado muerto viviente; destruido por los aldeanos[104]
- Taj Nital[105] - ex cazador de vampiros; padre de Adri; la garganta quedó permanentemente dañada por una mordida de vampiro que lo hizo mudo; eventualmente mató a Adri debido al vampirismo; más tarde se transformó en un vampiro; destruido[106]
- Nocturno
- Audra Pennington[107] - compró las posesiones de Drácula a Lilith; transformada por Drácula y obligado a devolver sus pertenencias
- Maria Petrella[15]- c. 1926; exagente de Nick Diablo; transformada por Drácula
- Jeff Phillips
- Amber Piper[108] - artista que después de ser convertida pintó una imagen de un crucifijo para destruirse a sí misma[108]
- Ponce[9]- viejo enemigo de Blade; miembro de la Legión de los Malditos.
- Col. William Poprycz[109] -  luchó durante la Segunda Guerra Mundial en la 5.ª Infantería; capturado por Baron Blood y lo convenció de transformarlo; masacraron a sus tropas; destruido[110]
- Nina Price[111] - miembro de los Comandos Aulladores de S.H.I.E.L.D.; hija de Lisa Russell; ella es un híbrido vampiro / hombre lobo; también conocido como Vampiro por la Noche.
- Sangres Pura[112] -  una raza de vampiros que son descendientes de otros sangre pura en vez de haber sido transformados; los conocidos Sangre Pura son Antiguos, Charles Barnabus, Damien, Legride y Nosferatu.
  - Charles Barnabus[113] - Sangre Pura; ejecutor del Estado Bloodstone
  - Legride of Vienna[114] -  se cree que es una sangre pura; capturado por Nosferati e infectado con un virus hemorrágico
  - Nosferatu[115] - Un grupo de vampiros que intentaron crear una fuente de sangre para vampiros Sangre Pura; secuestraron a Drácula y Charles Barnabbas; complot frustrado por Elsa Bloodstone
- Liza Pyne[25]- exactriz que fue transformada por Drácula; destruida por Raymond Coker[26]
- Rank[53] - aliado de Blade; Nunca ha consumido sangre humana por lo que su cuerpo se está pudriendo.
- Xavier Rath
- Anton Rizzoli[78] - robó artefactos del Castillo de Drácula y los vendió en una subasta; se defendió de Drácula con una cruz; fue destruido por Ursula Lensky bajo la dirección de Drácula
- Peter Roak[116]
- Angie Rodgers
- Stephan Rook
- Lord Ruthven[117] - del siglo XVIII
- Morgana St. Clair[70]- miembro de la Hermandad de Judas; destruido
- Yves St. Munroe
- Sarraceno[53] - miembro de la Antigua; durmió hasta la era moderna cuando fue criado por Reaper.
- Henry Sage[118] - transformado por Drácula en 1795; fue inyectado con la fórmula Daywalker / Sun-walker; destruido por Blade
- Serge[119] - agente de Varnae; destruido por Drácula
- Andrea Simmons[120]
- Christopher Sinclair[121] -  expaciente anémico y amigo de Ken Crichton; transformado por la Baronesa Sangre, pero se resistió a ella y se alió con Union Jack (Joey Chapman); destruido[44]
- Silas[122] - cabeza de un anillo de artillería; fue destruido por Blade pero reanimado cuando Blade inconscientemente cumplió una profecía[11]
- Siobahn[123] - una mujer irlandesa, que fue amante de Namor y luego Barón Sangre (John Falsworth) durante la Segunda Guerra Mundial
- Hamilton Slade[124] - c. 1897, Londres; miembro del Clan Akkaba; transformado por Drácula; su cabeza fue teletransportada de su cuerpo por Ferguson[125]
- Ulysses Sojourner
- Spider-Man[126] - Convertido en un vampiro por Jamal Afari. Su sangre irradiada, según Blade, mataría a las enzimas que lo convirtieron en un vampiro, lo que parece ser cierto, ya que Spider-Man no se ve afectado por este encuentro en todas las demás apariciones de Marvel.
- Steppin' Razor[127] -  exjefe de la operación de drogas Losard Yardi; empobrecido Night Terror; exagente de Marie Laveau y Varnae; destruido
- Hermano Steven[128] - líder de un culto que era enemigo del Hombre Lobo.
- Tatjana Stiles[99] - anteriormente de la CIA; capturado y torturado por Navarro para obtener información; transformado en un vampiro por Hannibal King para evitar que muera; usa sus habilidades contra los enemigos de EE. UU.
- Gorna Storski[129]
- Lyza Strang[74]- c. 1862; ordenó a Drácula que matara a su marido para que Otto von Bismarck se convirtiera en primer ministro de los estados alemanes; traicionó a Drácula, pero luego fue transformado por él; destruido por Abraham van Helsing
- Ilsa Strangway[105]- actriz y modelo de mediana edad; canjeó el Espejo Negro a Drácula en un intento de recuperar su juventud convirtiéndose en un vampiro; permitió que ella fuera destruida por Rachel van Helsing[105]
- Maria Terrizi
- Tessa[130] - se alimenta de fugitivos; se encontró con Cloak y Dagger y fue derrotada y llevada ante el Doctor Strange
- Aaron Thorne[13]- seguidor de Varnae; líder de Mala Semilla.
- Tituba[90]- c. 1691; un esclavo de las Indias Occidentales (Barbados); enamorado de Drácula y enviado a tomar venganza entre la gente de Salem Massachusetts por la muerte de Charity Brown
- Topher[131] - nacido en 1900; transformado como un adolescente; amistad con los Runaways; intentando seducir a Nico y Karolina; destruido por la energía solar dentro de Karolina.[132]
- Torgo[93] exgeneral en el ejército dirigido contra Atila el Huno; inadvertidamente enterrado vivo; desenterrado y transformado por una bruja vampiro que trabajaba en un cementerio; destruido por Drácula en un duelo por el liderazgo
- Tryks[133] -  una poderosa generación de vampiros que se alimentan de vampiros regulares; los Tryks conocidos son Cilla y Rowskis
- Turac[84] - c. 1459; un turco que derrocó a Drácula como humano; lo envió a Lianda; más tarde, Drácula lo convierte en un vampiro; él es destruido por su hija, Elianne al descubrir su condición
- Sir Winston Twindle
- Uathacht[98]- de la era de Hyborian; uno de los vampiros originales creados en Atlantis; destruido por Conan
- Undead MC[134]- Un grupo de vampiros que se encuentran con Blaze.
  - Charnel[134]- líder de Undead MC
  - Blivet[134] - miembro de Undead MC
  - Hairboy[135] - miembro de Undead MC
  - Roadkill[134]- miembro de Undead MC
- Federico Valencia[136] - transformado en el siglo XV
- El Vampiro Zuvembie[137] -  también conocido como el Nightspawn, un vampiro africano convertido en un esclavo zuvembie haciendo que su espíritu sea encarcelado con magia vudú; luchó contra la Mole y Pantera Negra, quienes fueron ayudados por Hermano Vudú; tuvo su espíritu restaurado, y desapareció después de vengarse de sus esclavizadores
- Vampz[138] - hermanos gemelos que sirvieron a Marie Leveau
- Elisabeth van Helsing[39]- primera esposa de Abraham; convertida en vampiro por los Hijos de Judas; destruida por su marido
- Rachel van Helsing[105]- una ex Cazadora de Vampiros; criada por Quincy Harker después de que sus padres fueron asesinados por vampiros; se permitió ser destruida por Wolverine después de convertirse en vampiro[139]
- Vane
- Conde Varma
- Varnae[119] - primer Señor de los Vampiros; Pasó el poder y el título a Drácula y murió; revivido en la Edad Moderna por Marie Lavea
- Varney[140]
- Conde Varnis
- Velanna[141] - c. 1809; transformada por Drácula; destruido por su marido
- Darius Venginian[13]- tomó el control de Frank Dalton y más tarde Spencer para controlar Silvereye
- Verdelet[142] - heredero de Varnae; destruido
- Conde Vicaro
- Anton Vierkin[87] - líder de la Legión de los Malditos; destruido[143]
- Sophia von Heinif
- Isabel Vortok[144] - Camarera de Transilvania transformada por Drácula
- Condesa Vryslaw[78]- c. mediados del siglo XIX; transformado por Drácula, mantenido prisionero durante veinte años hasta que Drácula lo descubrió; destruido por su marido ya que tuvo un ataque al corazón
- Wampyr[121]- sirviente de Barón Sangre; destruido[44]
- Wanda Warren
- Mona Welles
- Lucy Westenra
- Worm-Digger
- Xarus - el hijo traidor de Drácula que orquestó su muerte. Xarus fue asesinado más tarde cuando Dracula fue resucitado por los X-Men.[3]
- Aldes Yancey
- Yuki Onna[8] - un vampiro de nieve asiático; mató a la madre de Michiyo Watanabe; aliada con Drácula durante el Ritual de Ascendencia

## Otras versiones

### Ultimate Marvel
La versión Ultimate Marvel de los Vampiros son los principales villanos en Ultimate Avengers 3 # 1-6. Los poderes y habilidades de estos vampiros parecen ser los mismos que en el Universo Marvel dominante, incluida la sensibilidad a la religión, la plata y la inmensa luz del sol. Los vampiros son liderados por Anthony (alias Vampiro-X), un cazador de vampiros que ha sido mordido y revuelto por una vampira hembra, y que había robado un viejo traje de Iron Man en un esfuerzo por caminar bajo la luz del sol. También fue mentor de Blade, Stick y Stone en el pasado. Desde entonces, Blade se ha estado moviendo a través de jefes en todos los clanes durante los últimos 20 años. Vampire-X superó y convirtió a Nerd Hulk (un clon de Bruce Banner), y tuvo Nerd Hulk a su vez mordió Stick y el nuevo Daredevil. El Capitán América es más tarde mordido e infectado en un ataque en las alcantarillas, y Nerd Hulk lo conduce a la batalla como el nuevo jefe después de haber matado a Anthony con un golpe. Más tarde esa noche, cientos de vampiros están invadiendo el Black Ops de Nick Fury, el equipo de vigilancia del Triskelion de S.H.I.E.L.D. en Nueva York, convirtiendo algunos Reserva Ultimates (como Giant-Men, miembro Dave Scotty) e incluso matar a Perun. Sin embargo, la sangre del Suero Súper Soldado del Capitán América más tarde lucha contra la infección, vuelve a la normalidad, y utiliza el martillo de Perun para teletransportar el Triskelion a Irán. Mientras cientos de vampiros terminan muriendo, Blade purga su espada en el pecho de Stick (ahora vistiendo el traje Iron Man de Anthony) para matarlo, mientras que el Capitán América toma el martillo de Perun y mata a Nerd Hulk.

## En otros medios

### Televisión
- Los vampiros aparecen en Spider-Man, la Serie Animada, episodio "La reina de los vampiros".
- Los vampiros se muestran en Marvel Anime: Blade. Esta serie se centra en una organización de vampiros llamado la Existencia que está formado y dirigido por Deacon Frost. Entre sus miembros se compone de vampiros que han sido alterados genéticamente para tener poderosas formas y los seres humanos bestiales que creen que al unirse a la organización les dejaría sin daños por los vampiros. La existencia ha demostrado tener algunos enfrentamientos con los vampiros que trabajan por el Consejo Superior de Vampiros.
- Los vampiros aparecen en la primera temporada de Avengers Assemble, episodio 5, "Conflicto de Sangre", siendo dirigidos por Drácula y también en los episodios "En lo profundo" y "Éxodo". En la cuarta temporada, aparecen en "Por qué Odio Halloween" siendo experimentados por Whitney Frost de HYDRA.
- Los vampiros aparecen en la segunda temporada de Ultimate Spider-Man, episodios (Halloween) de "Blade" y "Los Comandos Aulladores", con su amo Drácula. En la cuarta temporada, episodio, "Regreso al Univers-Araña, Parte 1", presenta una realidad dominada por Vampiros y gobernada por una versión Vampiro del Lagarto llamado Rey Lagarto. Aquellos que fueron convertidos en Vampiros volvieron a la normalidad con la ayuda del fragmento Sitio Peligroso.
- Los vampiros aparecen en la segunda temporada de Hulk and the Agents of S.M.A.S.H., episodio, "Un Futuro Aplastante 3ª Parte: Drácula". Los vampiros se muestran con Drácula, cuando el Líder propone un plan para los vampiros que se alimentan en el día y la noche a través de nubes Gamma en bloquear el sol, en el momento en que Hulk sigue al Líder en 1890 durante la época victoriana. Cuando Hulk se ve afectado por una versión gamma de la capa vampiro, que se traduce en un presente vampiro dominada por la que se rige, el Señor Vampiro Hulk que acabó con Drácula y el Líder y no muestra la vulnerabilidad a las debilidades de vampiro. Después de que Hulk utiliza el sol se desbloqueó para quemar la capa y luego destruye la nube Gamma al vencer a Drácula, el vampiro presente dominado se deshace.

### Película
- Los Vampiros son los principales antagonistas en toda la serie de películas de Blade. En las tres películas, Blade se enfrenta a una determinada secta de la comunidad de vampiros, aprendiendo poco a poco más y más sobre ellos mientras también tiene que lidiar con sus propios instintos vampíricos emergentes de los que se le advierte y se burla de él. El vampirismo en las películas y su serie de televisión derivada se trata como criaturas mundanas, humanos mutados a través de una infección similar a un virus en lugar de una maldición. Como tales, carecen de muchos de los poderes y debilidades más místicos de sus contrapartes cómicas, como el cambio de forma, las cruces, las invitaciones y la verdadera inmortalidad (los vampiros en la película simplemente envejecen a un ritmo más lento que los humanos).
  - En Blade, el principal antagonista es Deacon Frost (interpretado por Stephen Dorff), el vampiro que asesinó y luego convirtió a Vanessa Brooks (interpretada por Sanaa Lathan), la madre de Blade. Su grupo se compone principalmente de vampiros jóvenes de veintitantos años, como el arrogante Quinn (interpretado por Donal Logue) y la amante de Frost, Mercury (interpretada por Arly Jover), que se unen contra los vampiros más viejos y sabios, como el vampiro anciano Gitano Dragonetti (interpretado por Udo Kier), que buscan la paz entre los vivos. El grupo de Frost mata a los vampiros mayores e intenta revivir a La Magra, un ser ancestral que supuestamente otorgará inmunidad y encarcelará a la humanidad en beneficio de todos los vampiros. Frost y toda su secta son asesinados por Blade.
  - En Blade II, se muestra que los vampiros de sangre pura están expuestos a una pandemia conocida como el "virus Reaper", una mutación que son inmunes a todas las debilidades (excepto la luz ultravioleta), matan a los humanos y convierten a los vampiros alimentados en criaturas monstruosas que son más siniestros que los vampiros. El Señor Vampiro Eli Damaskinos (interpretado por Thomas Kretschmann) recluta a Blade para perseguir al líder de los Reapers, Jared Nomak (interpretado por Luke Goss), el único Reaper capaz de mantener su nueva existencia, todos los demás infectados se extinguen en unas pocas horas. Eli recluta a Blade para unirse al "Bloodpack", un grupo de vampiros que fueron creados para cazar a Blade liderados por Nyssa Damaskinos (interpretada por Leonor Varela), la hija de Eli y uno de los pocos vampiros que realmente respeta a Blade y es algo comprensivo y sádico, el ejecutor Dieter Reinhardt (interpretado por Ron Perlman). Después de que el Bloodpack muere tratando con Reapers, Damaskinos revela la creación del virus Reaper para crear una nueva raza de vampiros y que Nomak fue simplemente un experimento fallido, lo que se ganó el desprecio de Nyssa hacia Damaskinos confirmando que Nomak es su "hijo". Mientras Blade mata a Reinhardt, Damaskinos es acorralado por Nyssa y Nomak y muere. Después de que Nomak infecta a Nyssa con el virus Reaper, Blade y Nomak tienen una feroz batalla que termina con Nomak suicidándose y el último deseo de Nyssa de ver el amanecer antes de sucumbir al virus.
  - En Blade: Trinity, un grupo de exploradores de vampiros resucita a Drácula, quien toma el nombre de Drake (interpretado por Dominic Purcell). Drake lidera un grupo para crear una cura para las debilidades de los vampiros, mientras que Blade y su nuevo equipo crean un virus vampírico que puede extenderse por todo el mundo. Drake lucha contra Blade uno a uno, donde ambos parecen estar igualados. Drake, impresionado por esto, ofrece un regalo de despedida para Blade que, dependiendo de la edición de la película, significa que Drake o toma el lugar de Blade cuando llegan los policías o le da a Blade más poder, dejándolo ambiguo si ha cedido a sus instintos vampíricos.

### Videojuegos
- Los vampiros aparecen en Marvel: Avengers Alliance. Mientras Blade, Drácula y Morbius son los vampiros conocidos en el juego, los soldados vampiros consisten en Thralls criminales, vampiros criminales, criminales demoníacos, mafiosos demoníacos, malhechores demoníacos, ductus mafiosos, esclavos mafiosos, vampiros mafiosos, ductus malefactores, maleantes Thralls, y Vampiros Malefactores.